# Mike Woodson
Michael Dean Woodson (nascido em 24 de março de 1958) é um americano ex-jogador e treinador de basquete. Ele jogou e treinou muitas equipes da NBA, sendo New York Knicks e Los Angeles Clippers os últimos.

## Carreira como jogador

### Inicio e ensino médio
Crescendo em Indiana, Woodson sentiu que o ambiente que permeava o estado ajudou a prepará-lo para uma carreira no basquete. Ele disse: "Cada quintal tinha quadras com pequenos aros de basquete. Se você não tivesse, você tinha vizinhos a duas portas de distância. Você tinha parques em todas as áreas da cidade onde você poderia jogar. Tinha também centros de recreação onde você poderia ir jogar. Era um lugar para ir aprender seu ofício."
Ele também foi capaz de praticar com um grande número de jogadores de basquete talentosos na área de Indianápolis, de acordo com Woodson, jogar em Indiana significava: "Você tinha que ser capaz de passar, arremessar, driblar e jogar sem a bola. Era o basquete de Indiana. E Bob Knight é quem realmente instilou muitos dos fundamentos e como os técnicos do ensino médio ensinavam suas equipes".

### Universidade de Indiana
Woodson escolheu a Universidade de Indiana para jogar basquete universitário sob o comando de Bob Knight. A escolha foi fácil de acordo com Woodson: "Eu queria ir a algum lugar onde pudesse jogar, onde eu soubesse que poderia ter uma ótima educação e onde minha família não teria que viajar muito para me ver. Então foi perfeito. E eu pensei eu estava jogando pelo melhor técnico do país na época."
No segundo ano de Woodson, ele foi o artilheiro da equipe que venceu o Torneio NIT de 1979. A equipe de 1979-80, liderados por Woodson e Isiah Thomas, venceram o campeonato da Big Ten e avançaram para o Sweet Sixteen do Torneio da NCAA de 1980. Woodson terminou sua carreira em Indiana com 2.062 pontos.

### NBA

#### New York Knicks
Woodson foi selecionado pelo New York Knicks como a 12º escolha geral no Draft de 1980. Ele passou dois anos em Nova York, antes de ser negociado para o New Jersey Nets.

#### New Jersey Nets
Depois de jogar sete jogos com os Nets, ele foi novamente negociado com o Kansas City Kings.

#### Kansas City / Sacramento Kings
Ele teve grande sucesso com os Kings, liderando a equipe com 18,2 pontos durante os playoff de 1983. Ele fez uma média de 12,2 pontos em sua carreira com os Kings (mudando com a equipe para Sacramento).

#### Fim da carreira
Após o sucesso com os Kings, ele passou por Los Angeles Clippers, Houston Rockets e Cleveland Cavaliers, antes de se aposentar em 1991.

## Carreira como treinador

### Assistente técnico (1996–2004)
Woodson serviu três temporadas como assistente técnico do Milwaukee Bucks (1996–97 até 1998–99), duas temporadas com o Cleveland Cavaliers (1999–2000 a 2000–01), duas temporadas com o Philadelphia 76ers (2001–02 a 2002–03) e uma temporada com o Detroit Pistons (2003–04). 
Com os Pistons durante a temporada de 2003-04, ele ajudou a vencer o título da NBA sob o comando do técnico Larry Brown. Woodson era conhecido por aproveitar ao máximo os jogadores defensivos, permitindo que as equipes treinadas por ele e por Brown limitassem os adversários a pouco menos de 42% dos arremessos.

### Atlanta Hawks (2004-2010)
Para a temporada de 2004-05, Woodson assumiu como treinador do Atlanta Hawks. Durante seu tempo com os Hawks de 2004-05 até 2009-10, ele compilou um registro de 206-286. 
Na temporada de 2007-08, ele liderou os Hawks para os playoffs pela primeira vez em oito anos. Esta seria a primeira de três aparições consecutivas. Ele levou os Hawks para as Semifinais da Conferência Leste em suas duas últimas temporadas, compilando um recorde geral nos playoff de 11-18. 
Os Hawks aumentaram seu total de vitórias em cada uma das seis temporadas de Woodson em Atlanta, passando de 13-69 em 2004-05 para 53-29 em 2009-10. As 206 vitórias na carreira de Woodson estão em quarto lugar na história dos Hawks, perdendo apenas para Richie Guerin (327), Mike Fratello (324) e Lenny Wilkens (310).
No entanto, depois que os Hawks perderam na segunda rodada dos playoffs para o Orlando Magic em 2010, o gerente geral Rick Sund anunciou que a equipe não tentaria renovar o contrato de Woodson, cujo contrato expirou em 17 de maio de 2010.

### New York Knicks (2011-2014)
Em 29 de agosto de 2011, o New York Knicks anunciou que Mike Woodson foi contratado como assistente técnico do técnico Mike D'Antoni. Em 14 de março de 2012, Woodson foi nomeado treinador interino após a renúncia de D'Antoni. Em sua estréia como treinador interino naquela noite, eles esmagaram o Portland Trail Blazers por uma pontuação de 121-79. Woodson foi nomeado o treinador em tempo integral dos Knicks em 25 de maio de 2012. Eles terminaram a temporada forte sob o comando de Mike Woodson, tendo um recorde de 18-6 e um recorde de 36-30 como recorde na temporada, embora eles perderiam por 4-1 contra o Miami Heat nos Playoffs.
Na temporada de 2012-13, os Knicks, sob o comando de Woodson, compilou um registro de 54-28 e garantiu a segunda melhor campanha na Conferência Leste. Eles chegaram às semifinais da Conferência Leste, onde perderam para o Indiana Pacers em seis jogos.
Na temporada de 2013-14, a equipe terminou com um recorde de 37-45 e não foi para os playoffs pela primeira vez em quatro temporadas. Em 21 de abril de 2014, Woodson foi demitido da posição de treinador do New York Knicks, juntamente com toda a sua equipe técnica depois de duas temporadas e meia.

### Los Angeles Clippers (2014–2018)
Em 29 de setembro de 2014, o Los Angeles Clippers anunciou oficialmente que Woodson havia sido contratado como assistente técnico. Ele iria manter essa posição com os Clippers ao longo dos próximos quatro anos, perdendo os playoffs apenas em sua última temporada. Woodson mais tarde anunciou sua renúncia de sua posição com os Clippers em 15 de maio de 2018.

## Estatísticas

### Como jogador
| Temporada | Time     | PJ  | MPJ  | AP   | 3P   | LL    | RT  | AS  | BR  | TO  | PPJ  |
| --------- | -------- | --- | ---- | ---- | ---- | ----- | --- | --- | --- | --- | ---- |
| 1980-81   | NYK      | 81  | 11.7 | .442 | .200 | .766  | 1.2 | 0.9 | 0.4 | 0.1 | 4.7  |
| 1981-82   | TOT      | 83  | 28.1 | .503 | .280 | .773  | 3.0 | 2.7 | 1.7 | 0.4 | 15.7 |
| 1981-82   | NJN      | 7   | 20.7 | .441 | .000 | .719  | 1.9 | 2.3 | 1.0 | 0.3 | 11.9 |
| 1981-82   | KCK      | 76  | 28.8 | .507 | .292 | .780  | 3.1 | 2.7 | 1.8 | 0.4 | 16.1 |
| 1982-83   | KCK      | 81  | 30.0 | .506 | .212 | .790  | 3.1 | 3.1 | 1.7 | 0.7 | 18.2 |
| 1983-84   | KCK      | 71  | 25.9 | .477 | .250 | .818  | 2.5 | 2.5 | 1.2 | 0.4 | 14.5 |
| 1984-85   | KCK      | 78  | 25.6 | .496 | .238 | .800  | 2.5 | 1.8 | 1.5 | 0.4 | 17.0 |
| 1985-86   | SAC      | 81  | 29.8 | .475 | .154 | .837  | 2.8 | 2.4 | 1.1 | 0.5 | 15.6 |
| 1986-87   | LAC      | 74  | 28.7 | .437 | .276 | .828  | 2.2 | 2.6 | 1.4 | 0.2 | 17.1 |
| 1987-88   | LAC      | 80  | 31.7 | .445 | .231 | .868  | 2.4 | 3.4 | 1.4 | 0.3 | 18.0 |
| 1988-89   | HOU      | 81  | 27.9 | .438 | .348 | .823  | 2.4 | 2.5 | 1.1 | 0.2 | 12.9 |
| 1989-90   | HOU      | 61  | 15.9 | .395 | .293 | .721  | 1.4 | 1.1 | 0.7 | 0.2 | 6.5  |
| 1990-91   | TOT      | 15  | 11.4 | .338 | .143 | .846  | 0.9 | 1.0 | 0.3 | 0.3 | 4.3  |
| 1990-91   | HOU      | 11  | 11.4 | .389 | .167 | .833  | 1.0 | 0.9 | 0.5 | 0.4 | 4.8  |
| 1990-91   | CLE      | 4   | 11.5 | .217 | .000 | 1.000 | 0.5 | 1.3 | 0.0 | 0.3 | 2.8  |
| Carreira  | Carreira | 786 | 25.5 | .466 | .271 | .813  | 2.3 | 2.3 | 1.2 | 0.3 | 14.0 |

### Como treinador
|          |          |     |     |     |      |                            | Playoffs | Playoffs | Playoffs | Playoffs |                                 |
| Time     | Ano      | J   | V   | D   | %    | Classificação              | J        | V        | D        | %        | Resultado                       |
| -------- | -------- | --- | --- | --- | ---- | -------------------------- | -------- | -------- | -------- | -------- | ------------------------------- |
| Atlanta  | 2004–05  | 82  | 13  | 69  | .159 | 5° na Divisão Sudeste      | —        | —        | —        | —        | Não se classificou aos Playoffs |
| Atlanta  | 2005–06  | 82  | 26  | 56  | .317 | 5° na Divisão Sudeste      | —        | —        | —        | —        | Não se classificou aos Playoffs |
| Atlanta  | 2006–07  | 82  | 30  | 52  | .366 | 5° na Divisão Sudeste      | —        | —        | —        | —        | Não se classificou aos Playoffs |
| Atlanta  | 2007–08  | 82  | 37  | 45  | .451 | 3° na Divisão Sudeste      | 7        | 3        | 4        | .429     | Perdeu na Primeira Rodada       |
| Atlanta  | 2008–09  | 82  | 47  | 35  | .580 | 2° na Divisão Sudeste      | 11       | 4        | 7        | .364     | Perdeu na Semi-Final de Conf.   |
| Atlanta  | 2009–10  | 82  | 53  | 29  | .646 | 2° na Divisão Sudeste      | 11       | 4        | 7        | .364     | Perdeu na Semi-Final de Conf.   |
| New York | 2011–12  | 24  | 18  | 6   | .750 | 2° na Divisão do Atlântico | 5        | 1        | 4        | .200     | Perdeu na Primeira Rodada       |
| New York | 2012–13  | 82  | 54  | 28  | .659 | 1° na Divisão do Atlântico | 12       | 6        | 6        | .500     | Perdeu na Semi-Final de Conf.   |
| New York | 2013–14  | 82  | 37  | 45  | .451 | 3° na Divisão do Atlântico | —        | —        | —        | —        | Não se classificou aos Playoffs |
| Carreira | Carreira | 680 | 315 | 365 | .463 |                            | 46       | 18       | 28       | .391     |                                 |